# 城惠理子
城惠理子（日语：城 恵理子，1998年11月27日—）是日本藝人、前偶像藝人，為女子偶像團體NMB48 Team BII前成員，兵庫縣出身, 暱稱為，曾隸屬於經紀公司Showtitle旗下。2019年5月11日從NMB48畢業、並退出演藝圈。2021年恢復演藝活動。

## 簡歷
2011年
- 5月、參加NMB48第二期生徵選最終審査合格。
- 6月5日、TOKYO DOME CITY HALL舉行的「「獻給錯過的你們」～AKB48全體總動員公演～」作為NMB48第2期研究生23名之一人披露，活動開始。
- 7月23日、「AKB48 好嘞～出發嘍～！in 西武巨蛋」的第2日在僅僅2個月宣佈獨唱樂曲。
- 8月13日、『NMB48 2期生「Party開始了」』公演中、選抜成員16名之一在劇場公演出道。
- 10月19日發售的第2張單曲「Oh My God!」為初次選抜。成員NMBセブン。
- 10月26日發售的AKB48第23張單曲「風正在吹」的Under Girls，AKB48單曲初次参加。
- 12月20日、「紅白對抗歌合戰」是NMB48成員初次與姊妹團體混成洗牌組合披露樂曲。

2012年
- 1月20日、「重溫時間 最佳曲目100 2012」第2日公演中，與NMB48成員初次單独出演AKB48演唱會其中1公演。
- 1月26日、NMB48研究生29人之中選擇初期成員16人進入Team M，昇格為正規成員。記者会上指名自己是中心。
- 4月2日發售的『週刊Young Magazine』2012年第18号（講談社）的內頁，是自身初次獨自出演。
- 5月23日發售的AKB48第26張單曲「仲夏的Sounds good!」的選抜成員是NMB48的2期生初次選入。是繼NMB48選抜是山本彩、渡邊美優紀、山口夕輝、肥川彩愛的第5人。
- 9月3日、NMB48劇場舉行Team M的公演，因要專注学業發表從NMB48中畢業[1]。
- 9月28日、舉行畢業公演[2]。

2013年
- 2月1日公開的電影『DOCUMENTARY of AKB48 No flower without rain 少女們在眼淚背後看到什麼?』中，是NMB畢業後首個訪問映像出演。
- 10月13日、在「NMB48 3rd Anniversary Special Live」中，同月初旬以特別甄選結果，同日發表以NMB48研究生復歸[3]。團體畢業・脱退後復歸是NMB48初次出現，亦是48團體的姉妹團體初次[注 1]。通常在甄選後復歸但特別經甄選的復歸亦是48團體全体例外。
- 11月6日的研究生公演「青春女孩」在劇場公演復歸[4]。
- 12月5日的Team M公演「偶像的黎明」中，初次以伴舞出演[5]。亦是復歸後初次在Team M公演中出演[6]。

2014年
- 2月24日的AKB48大組閣祭中，宣佈升格至Team M，但是基於個人理由，上訴要求取消升格，最終回到研究生。

2015年
- 2月4日的大阪城Hall公演中，宣佈升格至Team N。

2017年
- 2月1日，所属队伍由Team N转为Team BII。

2019年
- 3月19日於劇場公演時宣布畢業。
- 5月4日舉行畢業公演，并于5月11日的握手会后正式离团。

2021年
- 10月1日，宣佈加入「SEASiDE HOUSE」事務所，恢復演藝活動[7]。

## 人物

### 個人相關
- 喜歡的食物是棉花糖和冰淇淋[8]。
- 喜歡的顏色是淺藍色・粉紅色。喜歡的動物是狗, 貓和兔子[9]。
- 家裡有飼養吉娃娃[10]。
- 於2013年取得劍道初段[11]。本人聲稱自己也很擅長競技體操[12]。

## NMB48参加曲

### 單曲CD選抜曲
NMB48名義
- Oh My God!
  - 捕食者們 - 赤組名義
  - 我在等待
  - 謊言的天秤 - NMBセブン名義
- 純情U-19
  - 努力的水滴 - 白組名義
  - 戀愛的速度 - NMBセブン名義
- 海邊之最
  - 最後的宣洩 - 白組名義
  - 初戀的去向和玩球 - NMBセブン名義
- Virginity
  - 妄想女朋友
  - 我們的帆船賽 - 白組名義

AKB48名義
- 「風正在吹」中收錄
  - 你的背影 - Under Girls名義
- 仲夏的Sounds good!
- 「格子花紋」中收錄
  - 那一天的風鈴 - Waiting Girls名義

### 專輯CD選抜曲
AKB48名義
- 『1830m』中收錄
  - 在曾經看見的海底 - Up-and-coming girls名義
  - 藍天 不會寂寞嗎?

### 劇場公演分組曲
NMB48 2期生「PARTY开始了」公演
- 裙襬飄飄

NMB48 TeamM 1st Stage「偶像的黎明」公演
- 残念少女

## 出演

### 電視
- docking48（2011年10月4日 - 2012年10月16日、關西電視台）
- 難波撫子（2011年9月28日 - 12月28日、日本電視台）
- AKB和××!（2012年6月21日、讀賣電視台）
- NMB48 藝人!（2012年7月3日 - 9月25日、日本電視台）
- Aruaru YY電視（2012年8月30日、TVQ九州放送）

## 外部連結
- NMB48官方簡介
- NMB48官方Blog（城惠理子） （页面存档备份，存于） （2013年11月6日 -2019年5月11日 ）
- 城惠理子的X（前Twitter）（2015年5月21日 - 2015年9月21日）
- 城惠理子的X（前Twitter）（2015年10月6日 - ）
- 城恵理子在755的頁面 （页面存档备份，存于）
- 城惠理子的Instagram帳戶